# Éric Bari
Pour les articles homonymes, voir Bari (homonymie).
Éric Bari, né le 15 avril 1963 à Saint-Denis, est un peintre français. Il a été nommé Peintre officiel de l'Armée de terre en 2001, Peintre officiel de la Marine et Peintre officiel de l'Air en 2005.

## Biographie
Il a suivi l’École supérieure des arts appliqués Duperré, puis a étudié à l’atelier de l'École d'Étampes avec Philippe Lejeune, et enfin l'étude de la fresque traditionnelle à l'École nationale supérieure des beaux-arts de Paris.
- 1988 : prix du Lions Clubs.
- 1991 : prix de la jeune peinture au salon de Colombes, prix de peinture au salon de Bussy-Saint-Martin.
- 1995 : prix André et Berthe Noufflard (Fondation de France).
- 2000 : prix du député au salon de Bois-le-Roi. Grand prix du salon de Sainte-Maure-de-Touraine.
- 2001 : nommé Peintre officiel de l'Armée de terre, prix du jury au salon de Bois-le-Roi, prix Eddy Rugale Michaïlov décerné par la Fondation Taylor, deuxième prix au salon des Invalides.
- 2003 : médaille de bronze du 38e Salon de la Marine.
- 2005 : nommé Peintre officiel de la Marine[1], nommé Peintre officiel de l'Air, prix du Ministre au salon des Invalides, médaille d'or du 39e Salon de la Marine, prix du Salon de l'aéronautique et de l'espace, grand prix Madeleine Couderc décerné par la Fondation Taylor.
- 2006 : prix du conseil régional au salon de Chartres.
- 2009 : prix de la Cité des sciences et de l'industrie.

## Distinctions
Il a reçu le prix Eddy Rugale Michaïlov de la Fondation Taylor, le prix Noufflard de la Fondation de France et la médaille d’or du Salon de la Marine.